# Генеральный полис
Генеральный полис (англ. open cover, open policy ) – договор страхования, по которому осуществляется систематическое страхование разных партий однородного имущества (товаров, грузов и т.п.) на сходных условиях в течение определенного срока (ст. 941 ГК РФ).

## Отличительные особенности
Отличительной особенностью генерального полиса по сравнению с обычным страховым полисом является то, что страхуемое имущество,  страховая сумма, страховая премия  не определяются в генеральном полисе конкретно для каждой партии имущества, а определяются на основе сведений, которые сообщает страхователь страховщику в последующем при необходимости страхования конкретной партии имущества. При этом все остальные существенные условия страхования имущества являются неизменными в соответствии с генеральным полисом.
В соответствии с положениями п. 2 ст. 941 ГК страхователь обязан сообщать предусмотренные генеральным полисом сведения страховщику в установленные сроки.

От данной обязанности страхователь не освобождается даже в тех случаях, когда к моменту получения таких сведений вероятность возможных убытков, подлежащих возмещению страховщиком,  уже миновала. При данном страховании страхователь должен сообщать сведения о наименовании и стоимости товаров, о выбранных условиях и сроке страхования для каждой партии. Если обязательные сведения в установленном договором порядке не были представлены страхователем умышленно, страховщик вправе отказать в страховом возмещении.

По требованию страхователя страховщик обязан выдавать страховые полисы по отдельным партиям  имущества, подпадающим под действие генерального полиса. В случае несоответствия содержания страхового полиса генеральному полису предпочтение отдается страховому полису.

## Основные условия
Основные условия генерального полиса:
- предметом страхования по генеральному полису может быть только имущество;
- страхуемое имущество должно состоять из нескольких партий;
- для страхования однородного имущества устанавливаются сходные условия;
- договор страхования заключается на определенный срок;
- генеральный полис должен содержать все существенные условия договора;
- генеральный полис должен содержать условие о сроке действия договора страхования в отношении отдельной партии имущества.